# Jô Cavalcanti
Jô Cavalcanti   (Recife, 28 de juny de 1982), nom amb què es coneix Maria Joselita Pereira Cavalcanti, és una comerciant, feminista, sindicalista i política brasilera, afiliada al Partit Socialisme i Llibertat. És, a més, diputada electa per l'Assemblea Legislativa de Pernambuco.
Milita al Sindicato dos Trabalhadores do Comércio Informal i és la coordinadora nacional del Moviment dels Treballadors Sense Sostre.

## Juntas Codeputadas
Elegides pel PSOL el 2018 amb 39.175 vots, les Juntas Codeputadas constitueixen la primera candidatura col·lectiva a ocupar una cadira en l'Assemblea Legislativa de Pernambuco. Són ella mateixa, la jornalista Carol Vergolino, l'estudiant de lletres Joelma Carla, la professora Kátia Cunha, l'advocada Robeyoncé Lima i la primera dona trans del nord i el nord-est del país a poder utilitzar el nou nom en la borsa de l'Ordre dels Advocats del Brasil.
Durant el mandat van ser elegides a la presidència de la Comissió de Ciutadania de l'Alepe, en el bienni 2019-2020.